# Syedra Ancient City
La Syedra Ancient City è una corsa in linea maschile di ciclismo su strada che si svolge nella provincia di Adalia, in Turchia, ogni anno in aprile. Nata nel 2023, fa parte del circuito UCI Europe Tour classe 1.2.

## Albo d'oro
Aggiornato all'edizione 2025.
| Anno | Vincitore              | Secondo           | Terzo           |
| ---- | ---------------------- | ----------------- | --------------- |
| 2023 | Polychronis Tzortzakis | James Piccoli     | Periklīs Ilias  |
| 2024 | Xianjing Lyu           | Julien Trarieux   | Benjamín Prades |
| 2025 | Stefan de Bod          | Bálint Feldhoffer | Benjamín Prades |